# Acanthodactylus busacki
Espèce
Statut de conservation UICN

 LC  : Préoccupation mineure
Acanthodactylus busacki est une espèce de sauriens de la famille des Lacertidae.

## Répartition
Cette espèce est endémique du Maroc.
Sa présence en Algérie et en Mauritanie est incertaine.

## Étymologie
Cette espèce est nommée en l'honneur de Stephen Dana Busack (1944-).

## Publication originale
- Salvador, 1982 : A revision of the lizards of the genus Acanthodactylus (Sauria: Lacertidae). Bonner zoologische Monographien, no 16, p. 1-167 (texte intégral).